# Kurganets-25
El Kurganets-25 és una plataforma comuna de 25 tones per a diferents vehicles blindats de combat amfibis d'origen rus. Desenvolupat per substituir les diferents variants de BMP i MT-LB, el Kurganets-25 presenta canvis significatius respecte al disseny tradicional de blindats soviètic i s'adapta millor a les situacions de guerra asimètrica.
Aquest xassís, de menys de 30 tones, està dissenyat pels vehicles destinats a la infanteria mecanitzada, igual que el blindat sobre rodes Bumerang. Per a les divisions de tancs, s'usarà l'Armata Universal Combat Platform, de més de 30 tones. Les variants desenvolupades actualment, serveixen com a vehicle de combat d'infanteria i com a transport blindat de personal però es preveuen diferents variants armades amb morters o canons de tanc.
Dissenyat des de l'any 2011, amb alt secretisme, per Kurganmashzavod es va mostrar per primer cop a l'exhibició de defensa Russian Arms Expo 2013 a Nijni Taguil. Actualment ja s'ha equipat una unitat russa, que desfilarà per primer cop durant el Dia de la Victòria de l'any 2015. A finals de 2015 començarà la seva producció en sèrie i es preveu que per l'any 2020 s'hagi renovat el 70% de la flota de blindats russos.

## Desenvolupament
El 2011 el Ministeri de Defensa Rus va presentar una petició de desenvolupament del successor del BMP-3 que, en servei des de 1987, començava a quedar-se antiquat. El contracte es va assignar a la companyia russa Kurganmashzavod.
Juntament amb el desenvolupament de l'Armata Universal Combat Platform i el Bumerang, el Kurganets-25 es va desenvolupar amb un alt nivell de secretisme.
El 2013, per primer cop, es va veure un primer prototip del Kurganets-25 durant la Russian Arms Expo d'aquell any a Nijni Taguil. El gener de 2014, el primer ministre rus de defensa va anunciar que l'exèrcit terrestre rus hauria renovat l'any 2020 el 70% dels seus blindats.
A les pràctiques per la commemoració del 70è Dia de la Victòria, on més de 200 vehicles punters russos desfilaran, s'ha pogut veure per primer cop una unitat amb Kurganets-25 desplegada.

## Característiques
A causa del concepte de vehicle modular, les característiques de tots els blindats basats en el Kurganets-25 comparteixen el blindatge, el sistema motor i l'equipament electrònic i òptic. On es diferencien els diferents models és a l'armament i a la distribució.

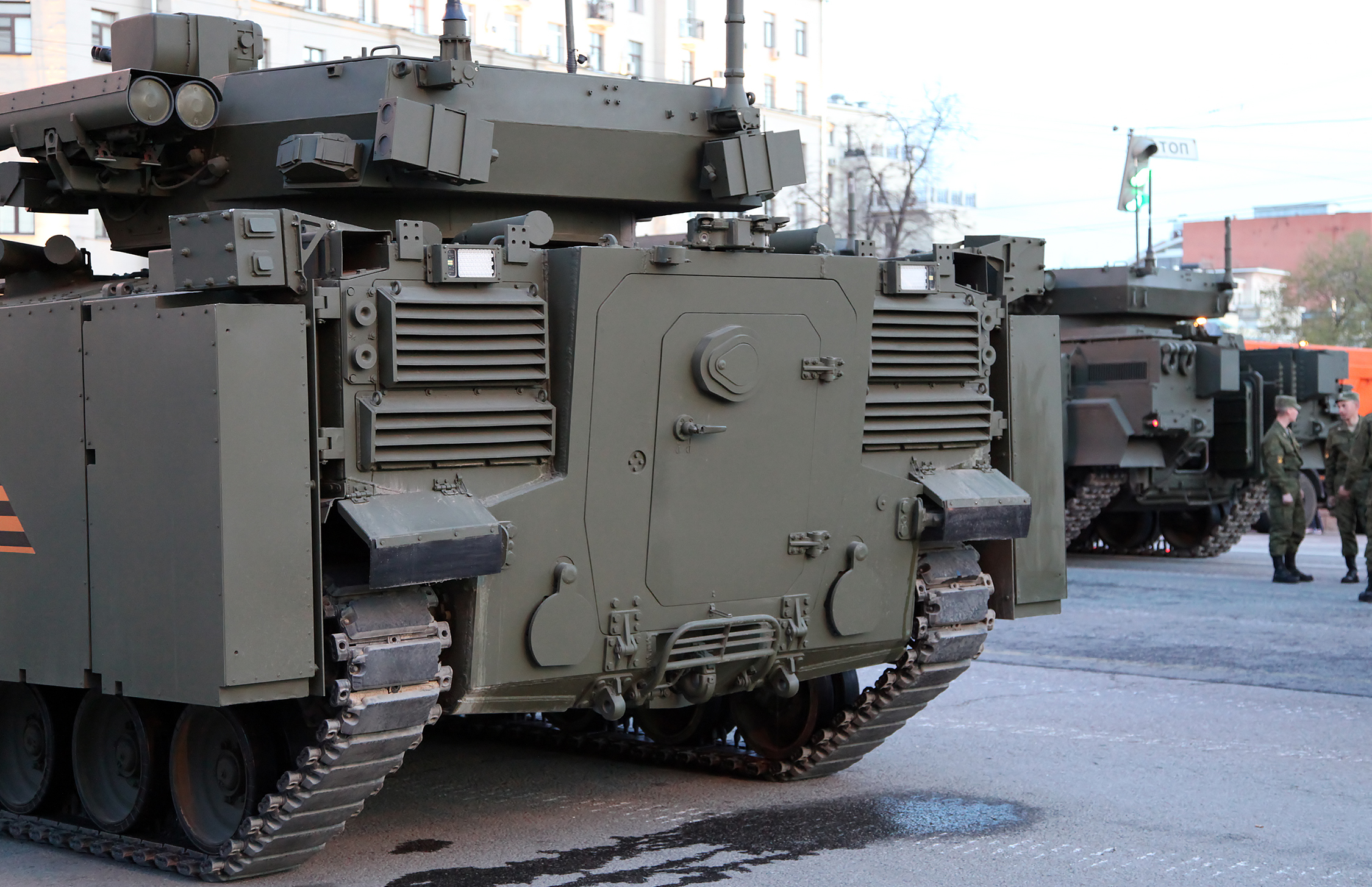
Fotografia de les escotilles de sortida de tropa del Kurganets-25 BMP, o Object 695, la variant que compleix el rol de vehicle de combat d'infanteria.

### Blindatge i distribució
El xassís del Kurganets-25 és bàsicament un paral·lelepípede rectangular, fet amb un aliatge lleuger. El frontal té una forta inclinació, mentre que els laterals són més plans. Per millorar la protecció a la tripulació, als laterals hi ha blocs de blindatge passiu, i per més protecció es poden afegir blocs de blindatge modulars capaços de contrarestar amenaces específiques. Trencant la tradició dels vehicles de combat soviètics, aquest nou blindat té el cos més aixecat respecte a terra. Això li augmenta el perfil, fent-lo més visible, però també ofereix més protecció contra artefactes explosius improvisats i mines terrestres, habituals a les guerres asimètriques.
Centrada respecte als laterals però desplaçada cap al darrere del vehicle hi ha l'estació d'armes remota.
El compartiment de la tripulació està situat al davant del vehicle a l'esquerra, amb el compartiment de motor al davant a la dreta. L'espai del darrere es reserva pel transport de soldats, 8 en total. Per entrar i sortir la tripulació disposa cada un d'una escotilla sobre la seva posició, els soldats, per contra, han de sortir tots per una gran portella situada al darrere del blindat.
Per altra banda, el Kurganets-25 també disposa d'un sistema de protecció actiu Drozd-2. Aquest sistema fa servir petits coets prefixats als costats de la torreta per destruir míssils antitancs enemics. També disposa de múltiples llançafumígens a la torreta per poder desplegar una cortina de fum en cas de necessitat.

### Armament
L'armament del Kurganets-25 depèn de la variant. En el cas del vehicle de combat d'infanteria (BMP, o Object 695) l'armament va tot situat a una torreta no tripulada, que permet simplificar el disseny estructural alhora que augmenta l'espai pels homes i en millora la seguretat.
L'arma principal d'aquest model és un canó automàtic 2A42 de 30 mm. Aquesta arma, que ja s'ha instal·lat en altres vehicles com el BMP-2, té una ràtio de foc comprès entre els 800-300 projectils per minut, amb una velocitat de sortida de 960 m/s.
Com a armament secundari el Kurganets-25 BMP disposa d'una metralladora coaxial PKT de 7,62 mm amb un abast efectiu de 2.000 metres. A més a més, també porta 4 llançadors de míssils Kornet-EM, amb un abast operatiu de fins a 8.000 metres pels caps antitancs.
Totes les armes disposen d'una elevació de 70°, i hi ha 500 projectils pel canó automàtic, 2.000 cartutxos per la metralladora coaxial i els 4 míssils Kornet-EM.
L'altra variant, el transport blindat de personal, denominat Kurganets-25 BTR o Object 693 va equipat amb una metralladora de 12,7 mm o 7,62 mm.

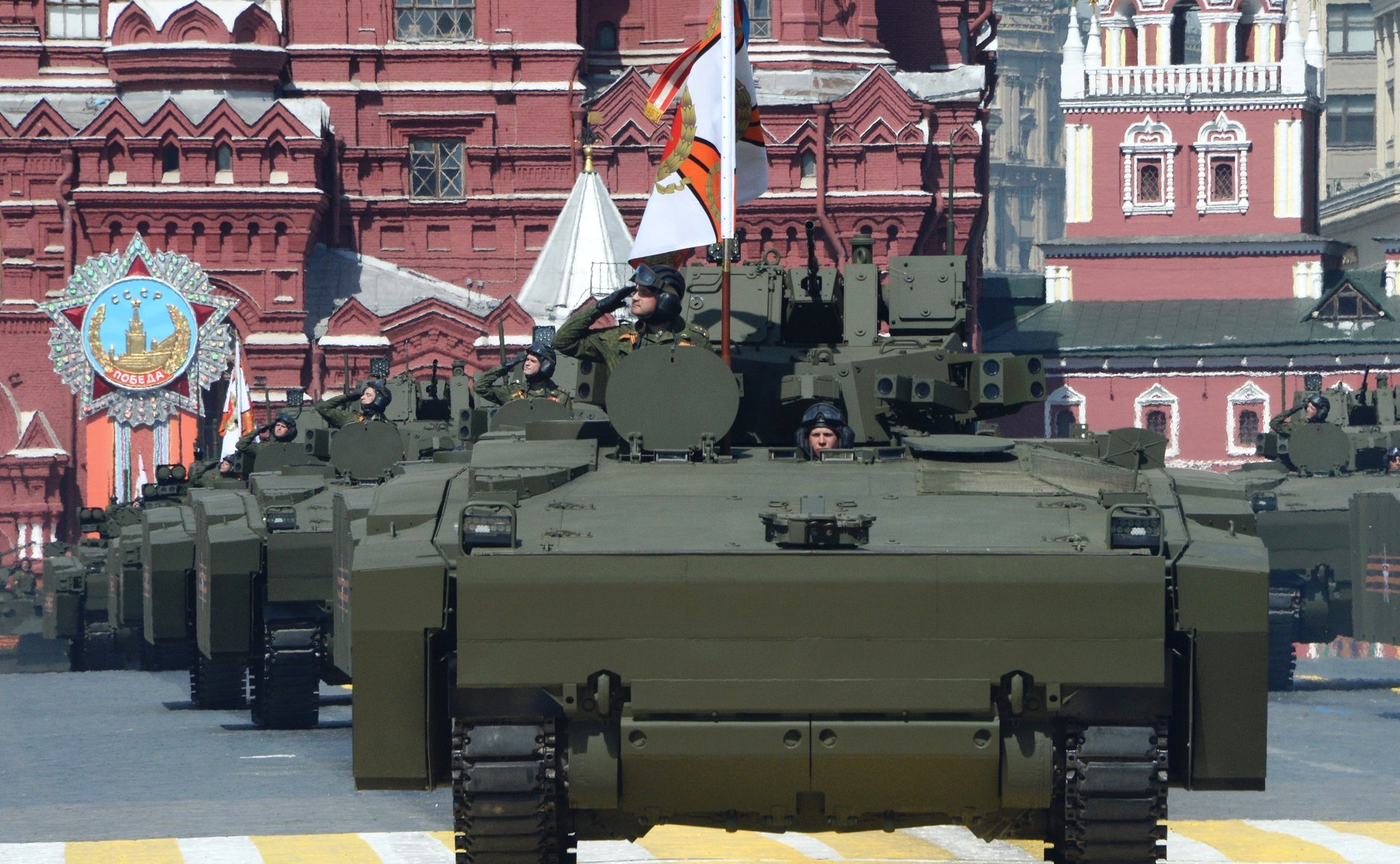
Una corrua d'Object 693, la variant de transport blindat de personal, desfilant per la Plaça Roja de Moscou el 9 de maig de 2015 en commemoració a la victòria a la Segona Guerra Mundial.

En tots dos casos l'estació d'armes remota pot ser controlada per l'artiller o pel comandant del blindat.

### Sistema motor
El sistema motor del Kurganets-25 és un motor turbodièsel de 800 CV. La tracció per erugues està composta una roda de transmissió davantera i posterior i 7 rodes de rodament, l'eruga està encoixinada amb peces de goma. Com a suspensió disposa d'un sistema de barres de torsió.
De moment, les especulacions, situen la seva velocitat màxima per carretera en 80 km/h amb un abast d'uns 500 km. També es considera que pot ser capaç de superar pendents del 60%, talussos laterals del 40%, parets verticals de 0,7 m i trinxeres d'1,8 m.
Se sap que el vehicle té capacitats amfíbies, podent avançar per l'aigua a una velocitat de 10 km/h mitjançant 2 jets que l'impulsen i una planxa abatible.

### Equip electrònic i òptic
En l'apartat òptic el Kurganets-25 disposa de 3 periscopis pel conductor i dos més pel tirador i pel comandant.
En l'apartat electrònic el blindat disposa d'un ampli ventall de sistemes: un sistema d'apagat d'incendis, un visor dia/nit pel tirador, un sistema de guiat pels Kornets i un visor independent pel comandant.
El Kurganets-25 també disposa de múltiples càmeres perifèriques per permetre als soldats percebre ràpidament la situació el camp de batalla.